# Rudnik Tušnica
Rudnik Tušnica je bosanskohercegovački rudnik mrkog ugljena i lignita na planini Tušnici kod Livna.
Rudnik je utemeljen 23. studenog 1888. godine, a kada je stvarno pokrenuta proizvodnja, ne postoje sačuvani dokumenti. Pred Drugi svjetski rat zapošljavao je i do 300 radnika iz okolnih mjesta, koji su bili sindikalno organizirani još od 1920. godine. Nakon drugog svjetskog rata rudnik, koji je opskrbljivao ne samo livanjski kraj ugljenom, zapošljava sve više radnika. Vrhunac doseže 1960-ih godina kada broj prelazi preko 600 osoba. Danas se rudnik, koji ima tri pogona, zbog nedostatka tržišta i raznih neriješenih pitanja nalazi u krizi i prijeti mu zatvaranje.